# レオンハルト・フォン・ホーエンハウゼン
レオンハルト・フライヘル・フォン・ホーエンハウゼン・ウント・ホーホハウス(ドイツ語: Leonhard Freiherr von Hohenhausen und Hochhaus、1788年6月28日 - 1872年3月25日)は、バイエルン王国の軍人。最終階級は騎兵大将。バイエルン王太子マクシミリアン2世の家庭教師を務めていたことがある。

## 経歴
1788年6月28日、ヨハン・ネポムク・フライヘル・フォン・ホーエンハウゼンとマリア・アンナ・フライイン・フォン・ヴィットルフの間に生まれた。叔父に陸軍少将シルヴィウス・マクシミリアン・フォン・ホーエンハウゼンがいる。
バイエルン王国陸軍に入隊したレオンハルトは、1805年から1815年までナポレオン戦争に従軍した。1839年には准将、次いで少将に昇進し、1847年にはバイエルン国王ルートヴィヒ1世の下で陸軍大臣に就任している。その後中将へ昇進、師団長や王室近衛隊などを歴任した後、1867年に騎兵大将へ昇進した。
1861年4月27日、アウクスブルクから名誉市民権を得た。
1872年3月25日にミュンヘンで死去。遺体は旧南墓地に埋葬された。

## 家族
レオンハルトは生涯で3度結婚した。1人目の妻マグダレナ(旧姓クラインクネヒト)との間には娘を1人、2人目の妻アンナ(旧姓ポル)との間には娘を5人、息子を1人儲けている。3人目の妻ヴィルヘルミネ(旧姓フィッシャー＝ロンベルク)との間に子は生まれなかった。